# Tympanuchus cupido cupido
La gallina del brezo (Tympanuchus cupido cupido) es una subespecie extinta del gallo de las praderas (Tympanuchus cupido), un gran ave norteamericana de la familia de los urogallo. Se extinguió en 1932.
En tiempos históricos, las gallinas del brezo vivían en los páramos cubiertos de maleza de la costa de América del Norte, desde el extremo sur de New Hampshire hasta el norte de Virginia. Las otras subespecies de gallos de las praderas habitaban praderas desde el norte de Texas hasta Indiana y las Dakotas (y anteriormente en el centro-sur de Canadá).
Las gallinas del brezo eran extremadamente comunes en su hábitat durante la época colonial; Debido a esto, además de ser un ave gallinácea, los colonos los cazaban extensivamente para alimentarse. Se especula que la primera cena de Acción de Gracias de los peregrinos incluyó gallinas y no pavos salvajes. 
A finales del siglo XVIII, la gallina del brezo tenía fama de ser el alimento de los pobres por ser tan barata y abundante; algo antes, Thomas L. Winthrop había informado que vivían en Boston Common (presumiblemente cuando todavía se utilizaba para pastar vacas y otras actividades agrícolas), y que los sirvientes a veces negociaban con un nuevo empleador para que no les dieran gallinas como alimento. más de dos o tres días a la semana. 

## Taxonomía

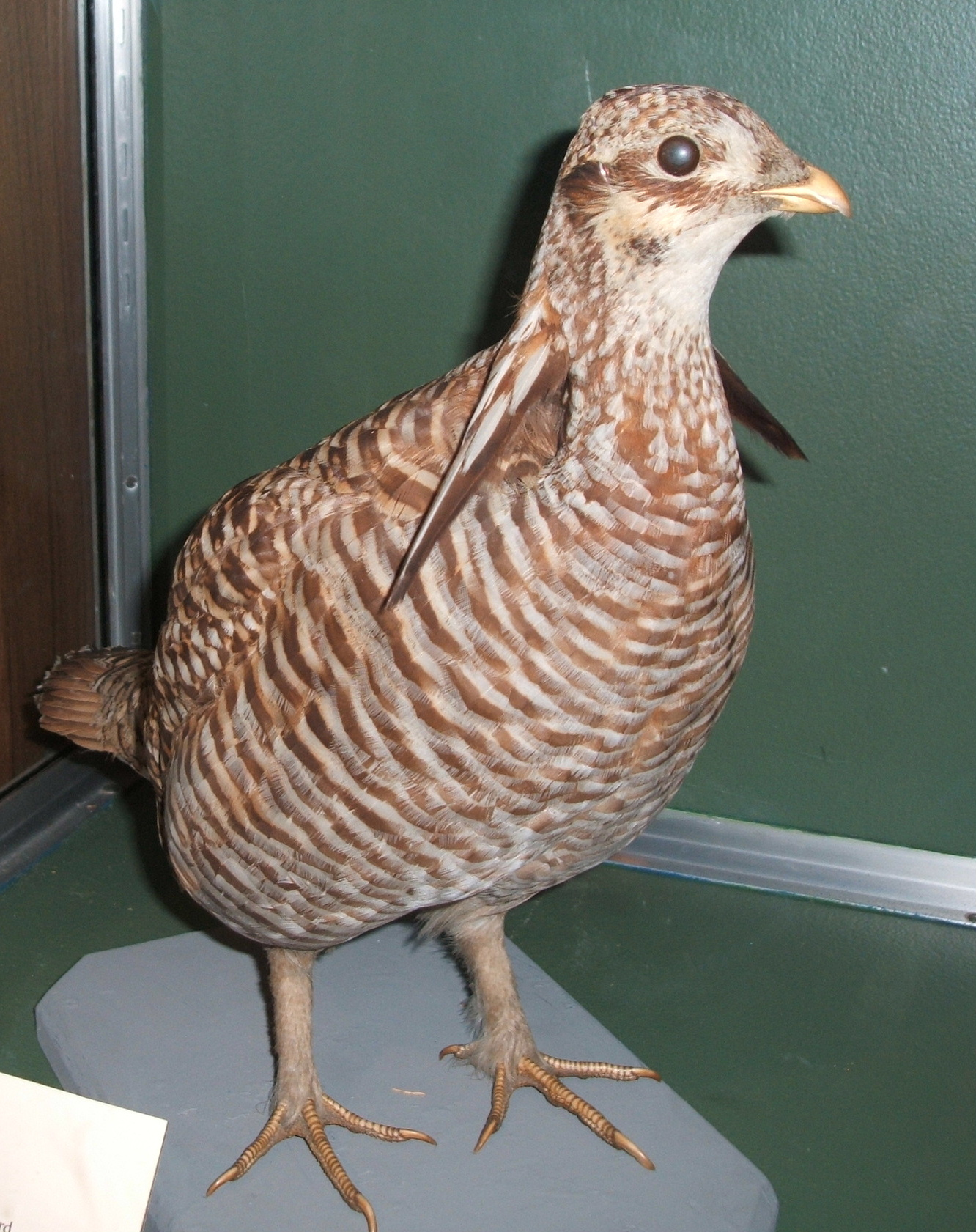
Espécimen femenino disecado en el Museo de Ciencias de Boston

Una primera comparación de haplotipos de bucle D de ADNmt entre especímenes de gallinas del brezo y pollos de la pradera.  arrojó el resultado inesperado de que todas las gallinas del brezo analizadas formaban un grupo muy distinto de las aves del continente, siendo más similares genéticamente a los gallos de las praderas de Wisconsin. Un estudio más reciente, del mismo parámetro realizado por Johnson y Dunn verificó estos resultados, pero no estuvo de acuerdo en la ubicación de la gallina del brezo con respecto a sus parientes, sugiriendo en cambio una relación más cercana con el gallo de las praderas chico (Tympanuchus pallidicinctus).
Sin embargo, Johnson y Dunn advierten que no se debe interpretar demasiado estos resultados: si bien el gallo de las praderas chico se considera una especie distinta y la gallina del brezo aparentemente igualmente genéticamente distinta también merecería el estatus de especie, los haplotipos de ADNmt en poblaciones pequeñas que tienen Es probable que los cuellos de botella experimentados muestren una mayor divergencia de la que mostrarían a juzgar únicamente por el estado taxonómico, debido a la deriva genética. Por lo tanto, dado el hecho de que todos los especímenes de gallinas del brezo de localidades conocidas estudiadas por Johnson y Dunn son aves de Martha's Vineyard (donde la capacidad de carga nunca pudo haber excedido varios miles, debido al espacio limitado y al intercambio genético limitado con el continente), es posible que la baja diversidad genética y la aparente distinción de la gallina del brezo sean el resultado de que el pequeño número de especímenes útiles provienen predominantemente de una pequeña población insular.

Escultura que recuerda el último lugar donde se vio a Booming Ben, la última gallina del brezo. Esta escultura está ubicada en el Bosque Estatal Manuel F. Correllus en Martha's Vineyard. Es una de las cinco estatuas que forman parte del Proyecto Lost Bird de Todd McGrain.

 Los gallos de la pradera fueron introducidos indiscriminadamente en la costa este después de que la gallina del brezo se fue del continente, pero no lograron prosperar. Existe un número considerable de supuestos especímenes de gallinas del brezo en colecciones públicas en la actualidad, pero no se puede suponer inequívocamente que muchos (todos los especímenes del continente y aquellos con información de localidad insuficiente) sean gallinas del brezo. Por ejemplo, se sabe que hoy en día se conservan en colecciones públicas tan solo siete huevos inequívocos de gallina del brezo, equivalente a una nidada muy pequeña. 

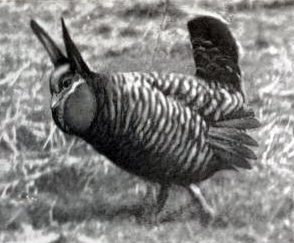
Fotografía de un macho en exhibición de 1900.

 También es importante señalar que mientras se producían introducciones del gallo de las praderas (Tympanuchus cupido pinnatus), las verdaderas gallinas del brezo (Tympanuchus cupido cupido) son lo suficientemente distintas en características morfológicas como para separarlas del gallo de las praderas. Tomando una generosa fecha de inicio de alrededor de 1810, cuando podrían haber comenzado las introducciones, y teniendo en cuenta que Lewis y Clark ni siquiera regresaron de su expedición hasta 1806, se obtiene aproximadamente un período de 60 años de posibles introducciones. Desde un aspecto de biología evolutiva, en un período de 60 (o incluso 100) años, una subespecie como el gallo de las praderas no habría podido evolucionar hasta el punto en que se parecería tanto a la gallina nativa que no podría distinguirse.
Un excelente ejemplo de esto sería oponer el gallo de las praderas chico, que se diferencia del gallo de las praderas grande en que es más pequeño, más liviano y tiene menos barreras distintivas, con la gallina del brezo, que es más pequeña, más oscura y tiene barreras más distintivas. lo que significa que el gallo de las praderas chico se puede distinguir fácilmente del gallo de las praderas grande tanto morfológica como genéticamente (muy parecido a la gallina del brezo), incluso si se encontrara en un área donde habitaba el gallo de la pradera grande.
La aparente distinción de las especies y el fracaso de las primeras introducciones plantea la cuestión de si la gallina del brezo estaba excepcionalmente adaptada (en comparación con sus parientes) al clima más oceánico y a los hábitats más boscosos de su antigua zona de presencia y, en consecuencia, si un futuro intento de establecer una población de aves occidentales en Martha's Vineyard podría fracasar, posiblemente incluso compitiendo por financiación y otros recursos poniendo en peligro las poblaciones existentes pero muy declinadas de gallos de la pradera. Claramente, se necesita más investigación, por ejemplo analizando especímenes del continente para determinar si pueden asignarse a un taxón a partir de caracteres moleculares y morfológicos.

## Descripción

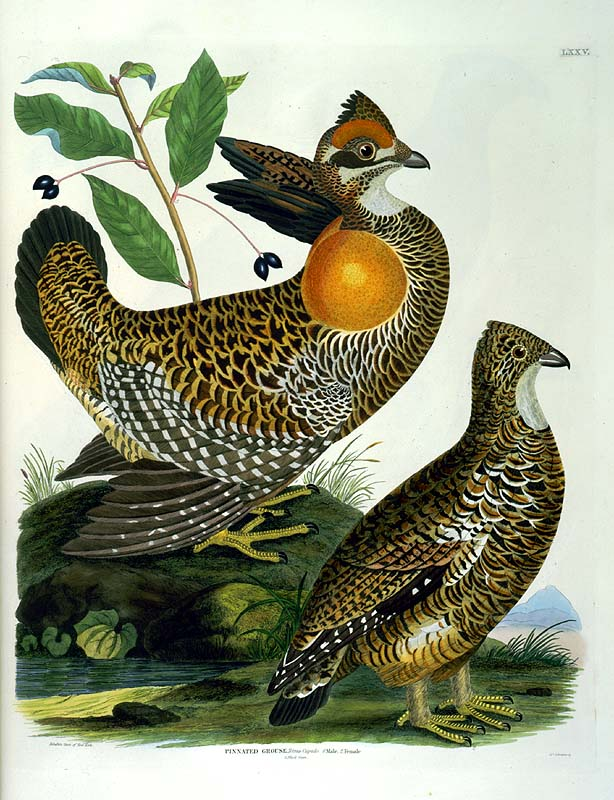
macho y hembra

Muy similar a las otras subespecies de gallo de las praderas grande, pero un poco más pequeño, longitud del ave era de aproximadamente 17 pulgadas (43 cm) y el peso era de aproximadamente dos libras (0,9 kg). Alexander Wilson reclamó un espécimen que pesaba tres libras, pero esa cifra no fue verificada por ornitólogos posteriores. Varias características clave del plumaje separaron a las gallinas del brezo de sus contrapartes de las Grandes Llanuras: las gallinas del brezo generalmente mostraban un fuerte tono rojizo en su plumaje, especialmente en el área de buche, y barras mucho más gruesas en todo el pecho y los costados. Sus pinnas (cuernos) eran generalmente puntiagudas y la cola era de color marrón grisáceo.

## Extinción

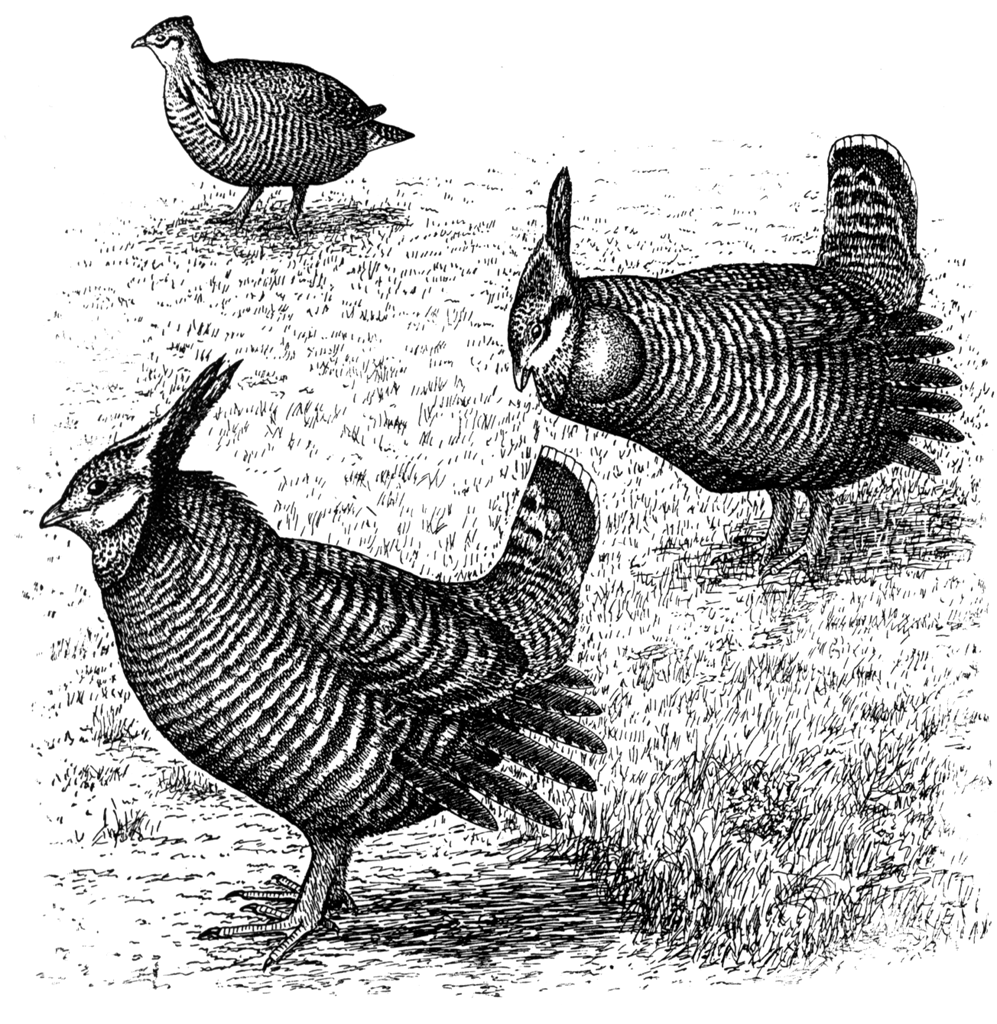
Dos machos con una hembra al fondo.

Debido a la intensa presión de la caza y la posible pérdida de hábitat, la población disminuyó rápidamente. Quizás ya en la década de 1840, o al menos en 1870, todas las gallinas de brezo fueron extirpadas del continente. Quedaban alrededor de 300 en la isla de Martha's Vineyard, frente a Massachusetts, pero en 1890, este número había disminuido a 120-200 aves, principalmente debido a la depredación de gatos salvajes y la caza furtiva. A finales del siglo XIX, quedaban alrededor de 70. Estos estaban protegidos por una prohibición de caza y por el establecimiento en 1908 de la "Reserva Heath Hen" (hoy Bosque Estatal Manuel F. Correllus), y la población creció rápidamente a casi 2000: a mediados de la década de 1910, observar las aves en sus zonas de lekking se habían convertido en una especie de atracción turística.
La temporada de anidación de 1916 fue una serie desastrosa de eventos estocásticos que finalmente llevaron a la especie a su declive final. En 1916, un incendio se extendió por aproximadamente un tercio de la isla y mató aproximadamente al 80% de la población de gallinas del brezo. El invierno siguiente fue duro y los azores comenzaron a trasladarse a la isla, reduciendo aún más el número de gallinas del brezo. Edward Howe Forbush señaló que "aún vivían menos de 100 aves" después de estos acontecimientos. La población restante de gallinas del brezo tenía una proporción de sexos significativamente sesgada hacia los machos, lo que provocó más complicaciones en los años siguientes. Se intentaron criar en cautiverio, pero algunos machos supervivientes tenían testículos no desarrollados, ya sea por una dieta inadecuada o debido a prácticas de cría en cautiverio.  En consecuencia, la especie enfrentó grandes dificultades para resistir los shocks demográficos, como epidemias de enfermedades e inviernos duros.
A principios de 1927 sólo quedaban 11 machos y 2 hembras. A pesar de contar con la mejor protección según la ciencia contemporánea, al final del año el número había disminuido a un puñado, todos machos. Después del 8 de diciembre de 1928, aparentemente sólo sobrevivió un macho. El endling fue apodado cariñosamente "Booming Ben". Fue visto por última vez en su tradicional zona de lekking entre West Tisbury y el actual aeropuerto de Martha's Vineyard el 11 de marzo de 1932, a principios de la temporada de reproducción, y por lo tanto presumiblemente murió, alrededor de 8 años, días o sólo horas después por causas desconocidas.
Las imágenes de Booming Ben grabadas por Alfred Otto Gross a principios de la década de 1930 se digitalizaron en 2017; está disponible en las colecciones especiales de Bowdoin College. 
Las gallinas del brezo fueron una de las primeras especies de aves que los estadounidenses intentaron salvar de la extinción. Ya en 1791, se presentó en la legislatura del estado de Nueva York un proyecto de ley "para la preservación de las gallinas y otros animales de caza". Algunos representantes malinterpretaron el proyecto de ley cuando lo interpretaron como una ley para proteger a "los indios y otros paganos". Aunque la legislación fue aprobada, resultó ser inaplicable.
Aunque el esfuerzo por salvar a la gallina del brezo de la extinción finalmente no tuvo éxito, allanó el camino para la conservación de otras especies. El establecimiento de la reserva en los matorrales abiertos de lo que entonces se llamaba la Gran Llanura en Vineyard puede haber acelerado la extinción de la gallina del brezo. Los incendios eran una parte normal del medio ambiente, pero con el intento de extinguirlos en lugar de imponer la sucesión ecológica con quemas controladas, la calidad del hábitat abierto disminuyó y la maleza se acumuló hasta que un incendio normalmente limitado tendría consecuencias desastrosas, como sucedió en 1916. 
Darse cuenta de la degradación que ha afectado al Bosque Estatal (y aunque contiene algo de biodiversidad, impide que se utilice en todo su potencial), el restablecimiento del mosaico original de matorrales/brezales/bosques y la eventual introducción de la subespecie estrechamente relacionada del gallo de las praderas desde finales de los años 1990 se viene debatiendo el concepto de "especie paraguas" que sirve como indicador de la buena calidad del hábitat.
También hay proyectos de investigación destinados a la extinción de la gallina del brezo utilizando ADN de células conservadas como base para reestructurar el ADN de los gallos de las praderas, en particular por parte de la organización estadounidense sin fines de lucro Revive & Restore. 

## Galería
- Una película que muestra los rituales de cortejo de la gallina del brezo (Tympanuchus cupido cupido), extinguido desde 1932.

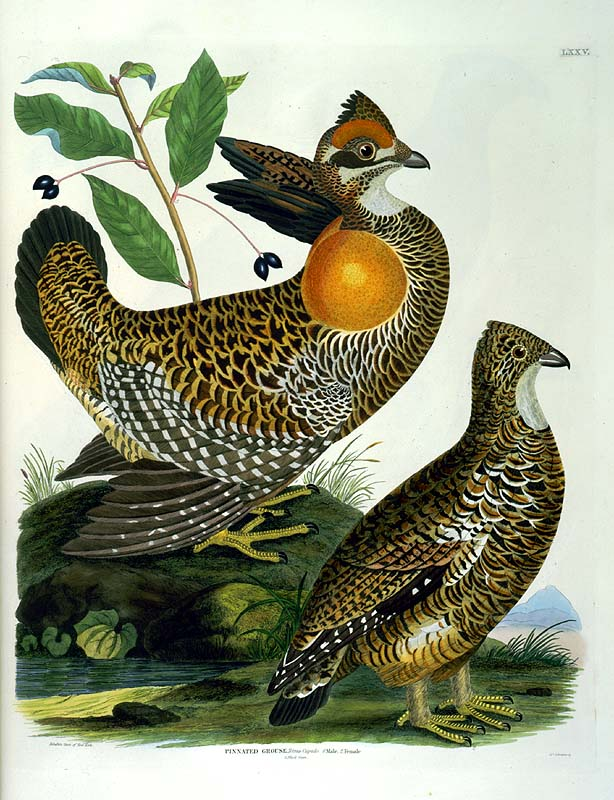
Titulado "Urogallo pinnado" (Tetrao cupido) muestra un macho y una hembra. De ilustraciones de la ornitología americana de Alexander Wilson y Charles Lucien Bonaparte Príncipe de Musignano con la adición de numerosas especies recientemente descubiertas y representaciones de toda la selva de América del Norte (1835) de Thomas Brown e ilustración de James Turvey.
Lámina 186 de Aves de América, de John James Audubon, que representa al urogallo pinnado.
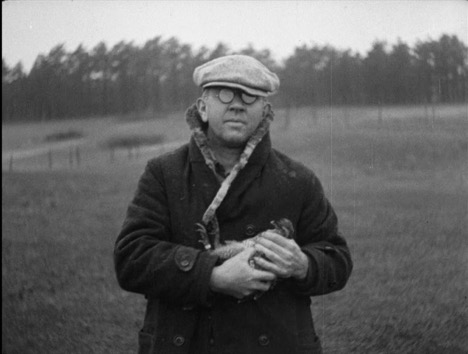
Alfred Otto Gross sosteniendo a Booming Ben, la última gallina del brezo conocida.
Arriba se muestra una estatua que conmemora la última ubicación conocida de Booming Ben, la última gallina del brezo, en Martha's Vineyard, en el bosque estatal Manuel F. Correllus. Esta es una de las cinco estatuas creadas para el Proyecto de aves perdidas de Todd McGrain.